# Ditrema temminckii temminckii
Ditrema temminckii temminckii is een ondersoort van de straalvinnige vissen uit de familie van de brandingbaarzen (Embiotocidae). De wetenschappelijke naam van de soort is voor het eerst geldig gepubliceerd in 1853 door Bleeker.